# SRY
SRY（Sex-determining region Y、Y染色体性決定領域遺伝子）とは哺乳類のY染色体上にあり、胚の性別を雄に決定する遺伝子である。哺乳類特有の性決定遺伝子であり他の生物ではアフリカツメガエルのDM-W、メダカのDMYのように別の遺伝子が性決定に関与する。
"Sex-determining region Y"を日本語に翻訳すると「Y染色体性決定領域遺伝子」となるが、通常SRYまたはSRY遺伝子と表記する。翻訳産物であるSRYタンパク質は遺伝子本体が不明だった時代にはTDF（testis determining factor：精巣決定因子・睾丸決定因子）と呼ばれ、遺伝子が同定された後もタンパク質の呼称としてはTDF・SRY双方が使われている。

## 機能と構造
SRYは脊椎動物で初めて発見された性決定遺伝子である。Y染色体短腕のY染色体特異的領域に存在しており、限性遺伝する。大部分の哺乳類で雄への性決定を行う遺伝子であるが、単孔類と一部のネズミには存在しない。
機能
SRYの発現は胚の性決定のスイッチとなり、未分化の生殖腺を精巣へと誘導する。SRY自体はその後の性分化の過程には直接関わらず、精巣で作られたアンドロゲンが雄への性分化を支配する。SRYが精巣決定因子の機能を持つことは、マウスXX胚にSRY遺伝子を導入すると精巣が形成されて雄となることで確認された。
SRYが機能欠損あるいは欠失した場合、つまりSRY遺伝子に突然変異が起きて機能しない場合あるいは不等乗換えによってSRYがX染色体上に転座した場合などにはY染色体を持つ胚でも生殖腺は卵巣に分化しその個体は雌となる（スワイヤー症候群）。
2006年に公表された論文では成熟雄ラットの神経系においてSryが発現しており、その結果、性ホルモンを介在せずに脳の性差をもたらしていることが示唆されている。
構造
SRYのDNA塩基配列はイントロンを含まず、タンパク質の構造の特徴としてHMGボックスと呼ばれるDNA結合領域を持つ。このHMGボックス構造を含みSRYと60%以上の相同性を持つ遺伝子群はSOX（SRY-related HMG box）遺伝子ファミリーと呼ばれる。SRYおよびSOXファミリーは、HMGボックスで他の遺伝子の発現制御部位のDNA配列に結合する転写因子であると考えられている。

## 性別判定への利用とその問題点
ヒトの性決定について性染色体の関与の判明、さらに進んでSRYの同定がなされるとそれらを用いた性別判定が行われるようになった。1960年代では、女性に特異的なX染色体ヘテロクロマチン構造（バー小体=Xクロマチン）および男性特異的なY染色体ヘテロクロマチン構造（Yクロマチン）の観察によって性別判定が行われた。
SRYが同定された後の1992年および1996年の近代オリンピックでは、SRYの存在が性別判定に用いられた。しかしながら、アメリカ合衆国の各種医療団体・学術団体はこれらの判定方法に問題があることを指摘した。その結果、2000年のオリンピック以降、SRYによる性別判定は行われていない。
上記で問題とした性染色体の存在数あるいはSRY遺伝子の存在による性別判定の不確実性は前述の「機能」の副節で触れたSRY転座 X/Y染色体による性別の逆転（XX男性・XY女性）、突然変異（1塩基欠失・1塩基置換）によるTDF機能不全SRYでは表現型が女性となることなどからもたらされている。また性分化に関与するSRY以外の遺伝子群の一部の遺伝子に突然変異がある場合も、性分化異常症による性分化疾患をもたらすことも、上記判定法が不正確になる要因となっている。